# Bill de Blasio
Bill de Blasio (född Warren Wilhelm Jr. senare Warren de Blasio–Wilhelm) född 8 maj 1961 i New York, är en amerikansk demokratisk politiker. de Blasio var New Yorks borgmästare 2014–2022.

## Karriär
de Blasios föräldrar separerade när han var i sjuårsåldern och han växte upp med sin mor. Han bytte till hennes efternamn i vuxen ålder.
Vid borgmästarvalet den 5 november 2013 valdes han till New Yorks borgmästare. Han tillträdde ämbetet den 1 januari 2014. Han vann valet 2017 mot Nicole Malliotakis och återvaldes. 2021 hade han suttit två mandatperioder och kunde inte ställa upp för återval, Eric Adams valdes senare till borgmästare.
Han kandiderade till posten som demokraternas kandidat till presidentvalet 2020. Han avbröt sin kampanj den 20 september 2019.